# Orgilus rubriceps
Orgilus rubriceps är en stekelart som först beskrevs av William Harris Ashmead 1894.  Orgilus rubriceps ingår i släktet Orgilus och familjen bracksteklar. Inga underarter finns listade i Catalogue of Life.